# ألفرد سومر
ألفرد سومر (بالإنجليزية: Alfred Sommer)‏ هو طبيب عيون أمريكي، ولد في 1942 في نيويورك في الولايات المتحدة.

## وصلات خارجية
- ألفرد سومر على موقع إن إن دي بي (الإنجليزية)